# 우루과이 세군다 디비시온
우루과이 세군다 디비시온(Segunda División Profesional)은 우루과이 축구의 2부 리그이다. 우루과이 축구 협회(스페인어: Asociación Uruguaya de Fútbol, AUF)에서 주관하며 현재 12개의 팀으로 구성되어 있다.

## 같이 보기
- 우루과이 축구 리그 시스템
- 우루과이 프리메라 디비시온